# Кордињано
Кордињано је насеље у Италији у округу Тревизо, региону Венето.
Према процени из 2011. у насељу је живело 4974 становника. Насеље се налази на надморској висини од 57 м.

## Становништво
| 1951. | 1961. | 1971. | 1981. | 1991. | 2001. | 2011. |
| ----- | ----- | ----- | ----- | ----- | ----- | ----- |
| 6.007 | 5.586 | 5.666 | 5.888 | 5.803 | 6.374 | 7.096 |